# Ceraphron scoticus
Ceraphron scoticus is een vliesvleugelig insect uit de familie van de Ceraphronidae. De wetenschappelijke naam van de soort is voor het eerst geldig gepubliceerd in 1907 door Kieffer.